# 豊岡市立城崎小学校
豊岡市立城崎小学校（とよおかしりつ きのさきしょうがっこう）は、兵庫県豊岡市城崎町湯島にある公立小学校。

## 概要
城崎小学校は城崎温泉街や円山川に近く、標高は約３メートル。小中一貫教育(中学校併設型小学校）。

## 沿革

### 略歴
1873年（明治6年）学制により湯島小学校が設立された。その後、1891年（明治24年）、第2次小学校令の施行に伴い、湯島尋常小学校に改称する。 1895年（明治28年）3月、湯島村の町制施行に伴い、城崎尋常高等小学校に改称。 1925年（大正14年）5月23日、北但大震災により全焼する。翌年には城崎町と内川村で学校組合を設け、城崎尋常高等小学校と内川村に二分教場を設置する。 2005年（平成17年）4月、豊岡市・城崎郡城崎町・竹野町・日高町・出石郡出石町・但東町の合併により豊岡市が発足し、豊岡市立城崎小学校に改称した。

### 年表
- 1873年（明治6年）- 学制により湯島小学校を創立
- 1891年（明治24年）- 第2次小学校令の施行に伴い、湯島尋常小学校に改称
- 1893年（明治26年）- 湯島尋常高等小学校に改称
- 1895年（明治28年）3月15日 - 湯島村が町制施行して城崎町が発足。城崎尋常高等小学校に改称
- 1925年（大正14年）5月23日 - 北但大震災により全焼[4]
- 1926年（大正15年）- 城崎町と内川村で学校組合を設け、城崎尋常高等小学校と内川村に二分教場を設置[4]
- 1941年（昭和16年）4月 - 国民学校令の施行に伴い、城崎国民学校に改称
- 1947年（昭和22年）4月 - 「教育基本法」、「学校教育法」の公布により城崎小学校に改称
- 1955年（昭和30年）2月1日 - 城崎町と内川村の合併により、改めて城崎町が発足。城崎町立城崎小学校に改称
- 2005年（平成17年）4月1日 - 豊岡市・城崎郡城崎町・竹野町・日高町・出石郡出石町・但東町の合併により、改めて豊岡市が発足。豊岡市立城崎小学校に改称

## 校歌
- 作詞：白瀧五郎（第2代城崎小学校校長）
- 作曲：山本正夫

## 教育目標
- 夢を持ち ふるさとの未来を担う 城崎の子

## 学校行事
| - 4月 離任式、着任式、始業式、入学式 - 5月 6年生修学旅行 - 6月 自然学校 | - 7月 1学期終業式 - 8月 - 9月 2学期始業式 | - 10月 - 11月 - 12月 2学期終業式 | - 1月 3学期始業式 - 2月 - 3月 卒業式、修了式 |

## 通学区域
- 豊岡市
  - 城崎町湯島、桃島、今津、来日、上山、結、戸島、楽々浦、飯谷[5]

## 進学先中学校
- 豊岡市立城崎中学校[5]

## 学区内の主な施設
- 城崎温泉駅前交番
- JR西日本山陰本線城崎温泉駅、玄武洞駅
- 城崎温泉
- 円山川

## 交通
- JR西日本山陰本線 城崎温泉駅から徒歩約2分

## 通学区域が隣接している学校
- 豊岡市立港小学校
- 豊岡市立田鶴野小学校
- 豊岡市立五荘小学校
- 豊岡市立竹野学園